# Avenida Juan de Aliaga
La avenida Juan de Aliaga o avenida Antonio Miroquesada es una avenida de la ciudad de Lima, capital del Perú. Se extiende de sur a norte en los distritos de Magdalena del Mar y San Isidro a lo largo de 7 cuadras. Su trazo es continuado al norte por la avenida Gregorio Escobedo en el distrito de Jesús María.

## Recorrido
Se inicia en la avenida del Ejército, en el límite de los distritos de Magdalena del Mar y San Isidro.